# Šarur Vardanjan
Šarur Vardanjan (* 4. dubna 1988 Gjumri) je původem arménský zápasník – klasik, který od druhé poloviny devadesátých let dvacátého století žije ve Švédsku.

## Sportovní kariéra
Pochází z početné komunity arménských imigrantů do Švédska z druhé poloviny devadesátých let. Zápasení se věnuje od 10 let. Specializuje se na řecko-římský styl. Ve švédské mužské reprezentaci se prosazuje od roku 2009 ve váze do 66 kg. V roce 2012 se na olympijské hry v Londýně nekvalifikoval. Od roku 2015 se zápasení věnuje na klubové úrovni.

## Výsledky
| Turnaj             | 2005 | 2006 | 2007 | 2008 | 2009 | 2010 | 2011 | 2012 | 2013 | 2014 |
| Turnaj             | 17   | 18   | 19   | 20   | 21   | 22   | 23   | 24   | 25   | 26   |
| Turnaj             | -66  | -66  | -74  | -66  | -66  | -66  | -66  | -66  | -66  | -71  |
| ------------------ | ---- | ---- | ---- | ---- | ---- | ---- | ---- | ---- | ---- | ---- |
| Olympijské hry     |      |      |      | —    |      |      |      | —    |      |      |
| Mistrovství světa  | —    | —    | —    |      | úč.  | úč.  | úč.  |      | úč.  | —    |
| Mistrovství Evropy | —    | —    | —    | —    | 3.   | —    | úč.  | —    | úč.  | úč.  |
| MS juniorů         | —    | —    | úč.  | úč.  |      |      |      |      |      |      |
| ME juniorů         | —    | —    | úč.  | —    |      |      |      |      |      |      |
| ME dorostenců      | 5.   |      |      |      |      |      |      |      |      |      |